# Свято-Троицкий монастырь (Бредаред)
Свято-Троицкий монастырь (швед. Heliga Treenighetens kloster) — единственная на территории Швеции шведоязычная православная мужская монашеская община в местечке Бредаред, в 8 км от города Буроса на западе Швеции.

## История
Весной 2001 года, по благословению епископа Досифея (Мотики), в местечке Бредаред, в 8 км от города Буроса в юрисдикции Британско-Скандинавской епархии Сербского Патриархата был основан монастырь в честь Святой Троицы.
Жилые постройки с домовой церковью, а также участок в 10 гектаров земли были приобретены у финской православной общины, упразднившей в этом месте свой загородный приходской центр. Первым настоятелем новообразованной монашеской общины стал шведский священнослужитель — игумен Дорофей (Форснер), а в братство вошли этнические шведы — архимандрит Гавриил (Аскефур) и архимандрит Тихон (Лунделл) (1946—2016).
В 2006 году силами новообразованного братства в монастыре было закончено строительство нового дома для паломников.
Кроме дня Святой Троицы, являющимся престольным праздником обители, 1 мая в монастыре традиционно проводится общеправославная Литургия с участием священнослужителей всех канонических православных юрисдикций в Швеции, а 6 июня — литургия для шведской православной молодёжи.